# Tomoyuki Sugano
Tomoyuki Sugano (菅野 智之, Sugano Tomoyuki), né le 11 octobre 1989 à Sagamihara, Japon, est un lanceur droitier japonais de baseball qui évolue depuis 2013 pour les Yomiuri Giants de la Ligue Centrale du Japon.

## Statistiques
| Saison | Équipe  | G   | GS  | CG | SHO | V  | D  | SV | IP    | SO  | ERA  |
| ------ | ------- | --- | --- | -- | --- | -- | -- | -- | ----- | --- | ---- |
| 2013   | Yomiuri | 27  | 26  | 1  | 0   | 13 | 6  | 0  | 176.0 | 155 | 3,12 |
| 2014   | Yomiuri | 23  | 23  | 3  | 0   | 12 | 5  | 0  | 158.2 | 122 | 2,33 |
| 2015   | Yomiuri | 25  | 25  | 6  | 2   | 10 | 11 | 0  | 179.0 | 126 | 1,91 |
| 2016   | Yomiuri | 26  | 26  | 5  | 2   | 9  | 6  | 0  | 183.1 | 189 | 2,01 |
| 2017   | Yomiuri | 25  | 25  | 6  | 4   | 17 | 5  | 0  | 187.1 | 171 | 1,59 |
| Totaux | Totaux  | 126 | 125 | 21 | 8   | 61 | 33 | 0  | 884.1 | 763 | 2,18 |